# Gierczyn (gromada)
Gierczyn – dawna gromada, czyli najmniejsza jednostka podziału terytorialnego Polskiej Rzeczypospolitej Ludowej w latach 1954–1972.
Gromady, z gromadzkimi radami narodowymi (GRN) jako organami władzy najniższego stopnia na wsi, funkcjonowały od reformy reorganizującej administrację wiejską przeprowadzonej jesienią 1954 do momentu ich zniesienia z dniem 1 stycznia 1973, tym samym wypierając organizację gminną w latach 1954–1972.
Gromadę Gierczyn z siedzibą GRN w Gierczynie utworzono – jako jedną z 8759 gromad na obszarze Polski – w powiecie lwóweckim w woj. wrocławskim, na mocy uchwały nr 21/54 WRN we Wrocławiu z dnia 2 października 1954. W skład jednostki weszły obszary dotychczasowych gromad Gierczyn, Przecznica i Kotlina oraz tereny leśne z nadleśnictwa Świeradów o powierzchni 8.914 ha ze zniesionej gminy Przecznica, a także obszar dotychczasowej gromady Mlądz ze zniesionej gminy Rębiszów – w tymże powiecie. Dla gromady ustalono 12 członków gromadzkiej rady narodowej.
1 stycznia 1960 gromadę zniesiono, a jej obszar włączono do gromad: Rębiszów (wsie Mlądz i Przecznica) i znoszonej Mroczkowice (wsie Gierczyn i Kotlina) w tymże powiecie.